# Junior Mwanga
Junior Mwanga (* 11. Mai 2003 in Lyon) ist ein französisch-kongolesischer Fußballspieler, der aktuell als Leihspieler von Racing Straßburg beim Le Havre AC in der Ligue 1 spielt.

## Karriere

### Verein
Mwanga begann seine fußballerische Laufbahn im Oktober 2011 beim CASC Oullins Lyon in seiner Geburtsstadt. Nach fast sechs Jahren dort wechselte er zum Stadtrivalen FC Lyon, wo er in der Saison 2018/19 bereits einmal für die B-Junioren in den U17-Liga-Finalspielen spielte. Im Sommer 2019 wurde er anschließend von der Juniorenakademie von Girondins Bordeaux unter Vertrag genommen. Dort spielte er 2019/20 bereits ein Spiel in der Coupe Gambardella für die A-Junioren. 2020/21 lief er bereits in drei Ligapartien für die U19-Mannschaft auf. Nach weiteren Einsätzen im Juniorenbereich und in der Reserve debütierte Mwanga am letzten Spieltag der Saison 2021/22, als Bordeaux schon sicher abgestiegen war, über die vollen 90 Minuten in der Ligue 1 gegen Stade Brest bei einem 4:2-Sieg. Anfang August 2022 unterzeichnete er seinen ersten Profivertrag bei Girondins bis 2025. In der darauffolgenden Zweitligaspielzeit 2022/23 konnte er sich festspielen und bestritt 33 Ligaspiele, wobei er zumeist in der Innenverteidigung eingesetzt wurde. Im Februar 2023 verlängerte er seinen Vertrag beim Verein bis 2027.
Im Sommer 2023 verließ er den Süden Frankreichs nach vier Jahren allerdings und wechselte zum Erstligisten Racing Straßburg. Dort konnte er Mitte der Saison 2023/24 (17. Spieltag) seinen ersten Profitreffer bei einem 2:1-Sieg über den OSC Lille erzielen. Bei Straßburg konnte sich Mwang zwischenzeitlich zum Stammspieler durchsetzen und stand am Ende der Spielzeit bei 22 von 34 möglichen Ligaspielen. In der Hinrunde der Spielzeit 2024/25 konnte sich Mwanga kaum noch durchsetzen und kam bis Ende Januar auf nur acht Ligaeinsätze. Daraufhin wurde er kurz vor Transferschluss an den Ligakonkurrenten Le Havre AC verliehen.

### Nationalmannschaft
Von November 2022 bis März 2023 bestritt Mwanga fünf Länderspiele für die französische U20-Nationalmannschaft, wobei er einmal traf.

## Familie
Sein Halbbruder Thomas Oualenbo spielte in der Jugend bei Olympique Lyon, unterschrieb aber nie einen Profivertrag.